# Brandon Robinson
Brandon Robinson, (Lake Wales, Florida, 25 de marzo de 1989) es un jugador de baloncesto estadounidense que juega en Quimsa de la Liga Nacional de Básquet de Argentina. Con 1,98 metros de estatura, actúa habitualmente en la posición de alero.

## Trayectoria deportiva

### Inicios
Robinson asistió a la escuela secundaria de Lake Wales High School en Lake Wales, Florida. Jugó dos temporadas de baloncesto universitario y actuó como capitán del equipo en su último año. En su último año con Lake Wales, Robinson promedió 14 puntos y el equipo terminó con un récord de 21-5. 
En sus primeros dos años de universidad, Robinson asistió al Seminole Community College en Sanford, Florida, donde jugó baloncesto universitario con el entrenador Bobby Washington. Después de su temporada de primer año, promedió 12 puntos y cuatro rebotes. Robinson promedió 18 puntos y seis rebotes como estudiante de segundo año y fue elegido en el primer equipo de FCCAA All-Mid-Florida Conference y en el segundo equipo de NJCAA.
Antes de su tercer año, Robinson se marchó a la Clayton State University en Morrow, Georgia para jugar en la División II de la NCAA. Después de ser titular en sus 29 partidos bajo la dirección del entrenador Gordon Gibbons, promedió 14 puntos y 5 rebotes. En su último año, Robinson promedió 20 puntos y seis rebotes. El alero ganó los honores del primer equipo All-Peach Belt y NABC División II All-Southeast Region después de la temporada. En marzo de 2011, Robinson fue nombrado All-American de la División II, convirtiéndose en el primer jugador de Clayton State en hacerlo con Gibbons y el segundo en la historia de la escuela. 

### Profesional
Tras no ser drafteado en 2011, en octubre de 2011 se comprometió con los Mississauga Power de la NBL Canadá, en el que promedió 19.6 puntos por partido, lo que lo convirtió en el máximo anotador de la liga y también fue nombrado Novato del Año. 
En la temporada 2014-15, forma parte de la plantilla del Island Storm de la NBL Canadá, en el que promedió 18 puntos por partido.
El 29 de julio de 2015, firma con el Crailsheim Merlins de la Basketball Bundesliga.
En la misma temporada, regresa a la NBL Canadá de la mano del Windsor Express.
En la temporada 2016-17 se marcharía a Chile para jugar en el Club Social y Deportivo Osorno Básquetbol. En la temporada siguiente, Robinson firmó con el Club de Deportes Las Ánimas también chileno. 
En la temporada 2018-19, Robinson firmó con Hebei Kylins, equipo de la NBL-China. El 26 de junio de 2019, Robinson anotó un récord personal de 70 puntos (incluyendo 13 triples, el máximo de su carrera) y atrapó 21 rebotes en la derrota por 117-139 ante los Henan Golden Elephants.
El 13 de agosto de 2019, Robinson firmó con la Asociación Atlética Quimsa de la Liga Nacional de Básquet. Ayudó al equipo a ganar la temporada regular y promedió 18,3 puntos, 2,5 rebotes y 2,7 asistencias por partido. 
En 2020, Robinson firmó con Astros de Jalisco de la Liga Nacional de Baloncesto Profesional de México. En 14 partidos, promedió 13,1 puntos, 2,8 rebotes y 2,1 asistencias por partido. Robinson se separó del equipo el 17 de octubre de 2020.
En octubre de 2020, regresa a la Asociación Atlética Quimsa de la Liga Nacional de Básquet. Nada más regresar a Quimsa, el 30 de octubre de 2020 jugaría la final de la Basketball Champions League Americas 2019-20 frente a Flamengo, siendo el MVP de la final en la victoria por 92 a 86, en la que anotaría 26 puntos.
El 6 de febrero de 2021, Brandon anotaría 25 puntos en la final de la Copa Intercontinental FIBA 2021, pese a perder su equipo por 73 a 82 frente a San Pablo Burgos, siendo el máximo anotador de la final.
En julio de 2024 fue contratado por Peñarol de la Liga Uruguaya de Básquetbol. Sin embargo dejó el equipo antes de que finalizara la temporada, y en febrero de 2025 se reincorporó a Quimsa.